# Meus Prêmios Nick 2004
O Meus Prêmios Nick 2004 é a quinta edição da premiação. Ocorreu no dia 18 de setembro. A premiação reuniu em sua divertida cerimônia mais de 15.000 crianças e familiares. O evento foi comandado pela Patrulha Nick.

## Apresentações
- Sandy & Junior
- Br'oz
- Felipe Dylon
- CPM 22
- Marcelo D2
- Pitty
- Rouge
- Detonautas

## Vencedores

### Desenho Animado Favorito
- Bob Esponja

### Videogame Favorito
- Harry Potter - Quadriball

### Filme do Ano
- Harry Potter e o Prisioneiro de Azkaban

### Banda Favorita
- CPM 22

### Cantor do Ano
- Felipe Dylon

### Programa de TV Favorito
- Malhação

### Música do Ano
- Não Sei Viver Sem Ter Você - CPM 22

### Vídeo Clip Nacional Favorito
- Desperdiçou - Sandy & Junior

### Atleta Favorito
- Daiane dos Santos

### Gata do Ano
- Daniella Cicarelli

### Gato do Ano
- Felipe Dylon

### Atriz Favorita
- Deborah Secco

### Ator Favorito
- Fábio Assunção

### Cantora do Ano
- Pitty

### Revelação do Ano
- Pitty

### Vilã Favorita
- Cláudia Abreu

### Artista Internacional Favorita
- Linkin Park

### Trabalho Solidário
- Sandy & Junior